# Grand Prix automobile de Lorraine
Le Grand Prix de Lorraine (encore appelé Meeting de Lorraine en motocyclisme) fut notamment un Grand Prix pour monoplaces organisé durant la première moitié des années 1930, sur le circuit de Seichamps-Nancy (au nord-est de la ville). Ses épreuves motos et autos avaient lieu à la fin du mois de juin, à l'instigation de L'Automobile Club et du Moto-Club de Lorraine.

## Histoire
Le tracé à parcourir, grossièrement rectangulaire et long de 5,516 kilomètres, traversé par le cours d'eau du Grémillon, passait par la commune de Pulnoy au sud, et voyait sa tribune principale installée au nord au milieu de la ligne droite de la RN74 (devenue depuis la D974) entre les virages du « Tronc qui fume » et de l'entrée dans Seichamps.
La première édition du GP de Lorraine, en 1931, fut seulement de type motocycliste: quatre catégories était classiquement récompensées (175, 250, 350, et 500 cm3, les première et troisième remportées par des Monet-Goyon.) 
En 1932, les trois épreuves automobiles proposées distinctement au public précédèrent de 24 heures les quatre catégories des motards (avec Georges Monneret vainqueur en 350 cm3). Dans la course des voitures de moins de deux litres, Émile Tetaldi, sévèrement blessé dans un accident, tue trois spectateurs dans le virage du Pulnoy (dont deux enfants, parmi lesquels le fils et l'épouse du cycliste Lucien Lange (cette dernière succombe à l'hôpital) et en blesse onze autres. La course est arrêtée au neuvième des vingt-six tours prévus, un quart d'heure plus tard. Cette année-là, un rallye et un concours d'Élégance furent aussi proposés aux spectateurs. Le drame vécu par ceux-ci entraine une suspension de l'évènement durant les deux saisons suivantes.
En 1935, toutes les courses furent regroupées sur une journée (Paul Boetsch l'emportant pour les motards en 250  et   350 cm3, avec des machines Terrot), car la course des voiturettes était alors incorporée à celle des monoplaces les plus puissantes. 
Au total, le circuit fut ouvert aux sports mécaniques en 1931, 1932 et 1935.
En 1964, le circuit de Nancy-Lunéville prit le relais pour une course internationale unique de motards, sur l'aérodrome de Lunéville - Croismare.

## Palmarès automobile

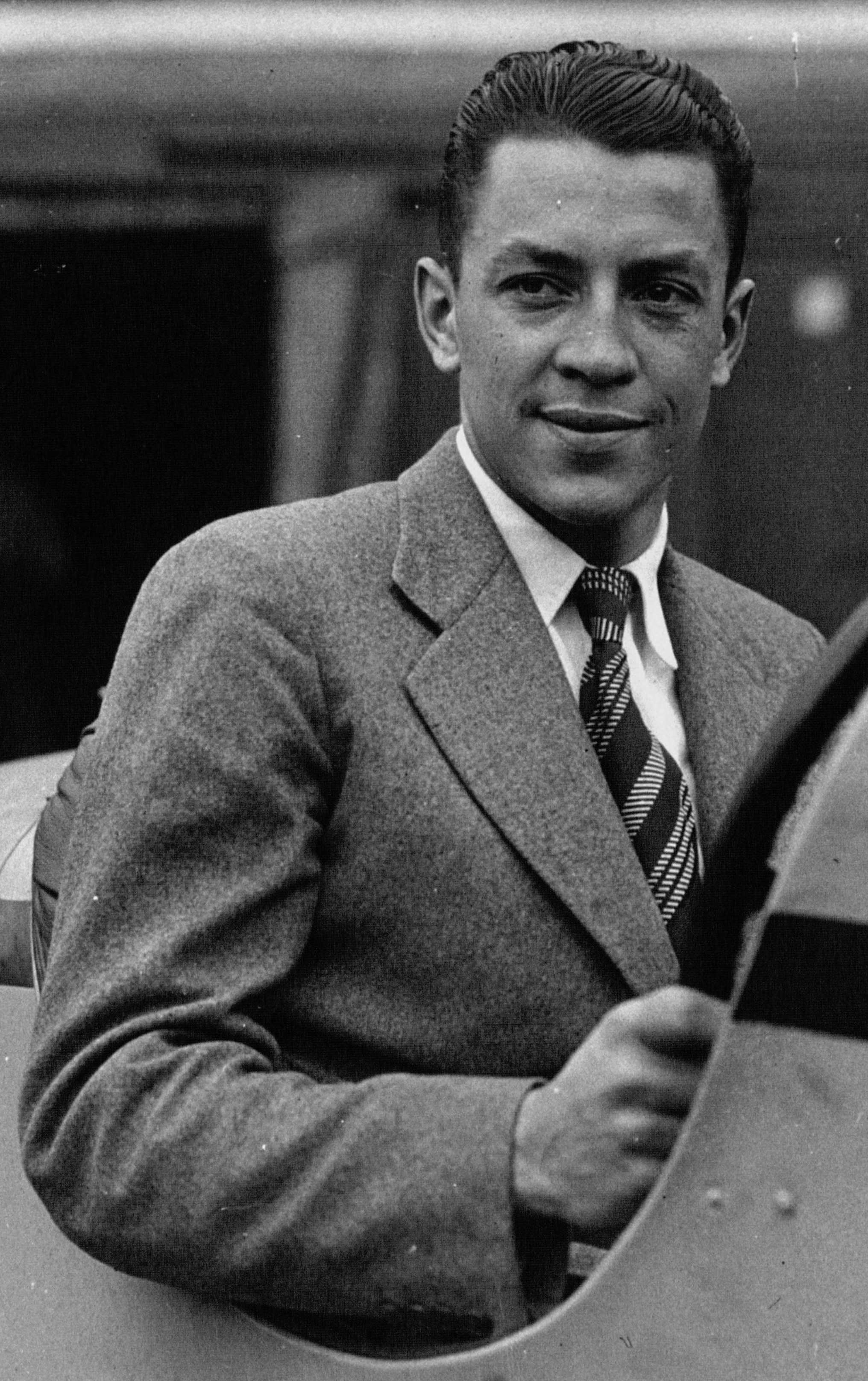
Jean-Pierre Wimille, le vainqueur principal de 1932 (ici l'année suivante).

| Année     | Date                 | Vainqueur            | Voiture              | Catégorie                       |
| --------- | -------------------- | -------------------- | -------------------- | ------------------------------- |
| 1932      | 25 juin              | Pierre Veyron        | Maserati Tipo 26     | Voiturette                      |
| 1932      | 25 juin              | Louis Trintignant    | Bugatti Type 35C     | 2,0 l                           |
| 1932      | 25 juin              | Jean-Pierre Wimille  | Alfa Romeo Monza     | Voiture de course (2,3 à 7,0 l) |
| 1933-1934 | Épreuve non disputée | Épreuve non disputée | Épreuve non disputée | Épreuve non disputée            |
| 1935      | 30 juin              | Louis Chiron         | Alfa Romeo P3        | Formule libre                   |